# Dorsum Nicol
Der Dorsum Nicol ist ein Dorsum auf dem Erdmond in der Ebene des Mare Serenitatis. Er verläuft von einer Stelle südwestlich des Kraters Brackett, wo er auf die Rimae Plinius stößt, über eine Strecke von etwa 50 Kilometern bis zum südlichsten Punkt im Bogen der Dorsa Lister.
Er wurde 1976 IAU an deren Generalversammlung in Grenoble nach dem schottischen Physiker William Nicol benannt. 